# EE-9 Cascavel
La EE-9 Cascavel (dal nome di un serpente velenoso brasiliano) è una blindo media di costruzione brasiliana, realizzata dalla ENGESA e armata, solitamente, di un cannone da 90mm.

## Storia
Durante gli anni sessanta la blindo in dotazione all'esercito brasiliano era la M8 di fornitura USA, ma la mancanza progressiva di parti di ricambio, la obsolescenza del mezzo e la scarsa potenza del cannone ne consigliarono la sostituzione.
L'Esercito Brasiliano necessitava di una blindo pesante piuttosto che di carri armati, poco adatti a un terreno come quello del grande Paese sudamericano. Venne incaricata della progettazione di un mezzo adatto la ENGESA di San Paolo, l'unica ditta nazionale capace di progettare veicoli militari e già autrice di alcuni mezzi interessanti, come la trasformazione di veicoli 6x4 in 6x6. La prima blindo, apparsa nel 1970, aveva la torretta dell'M8 Greyhound, ma in seguito divenne disponibile la torretta della blindo francese Hispano-Suiza H-90 con cannone DEFA, e infine una brasiliana con cannoni belgi Cockerill da 90mm, prodotti su licenza dalla stessa ENGESA.

## Descrizione
Due i motivi, nel campo della mobilità, degni di interesse:
- le sospensioni Boomerang, applicate sulle ruote posteriori ed esclusive della ditta brasiliana, hanno eccellenti capacità di seguire il profilo del terreno, assicurando una capacità elevata di mantenere gli pneumatici a contatto con il suolo, e quindi rendere ottimale la mobilità complessiva.
- il motore, un Detroit diesel abbinato a trasmissioni automatiche o manuali, è tutt'altro che innovativo, ma i ricambi sono facilmente reperibili a livello mondiale, data la diffusione di tale famiglia di propulsori.

In termini di Lay-out dello scafo, le ruote (tutte motrici), sono disposte in maniera simile a quelle di un autocarro: un asse anteriore, sterzante, e due assi posteriori, con sospensioni Boomerang, assai distanziati dal primo, tanto da poter dire che si tratta di una netta suddivisione nella meccanica del mezzo. Il pilota è nella parte anteriore dello scafo, dalle forme assai robuste e voluminose, e gli altri due uomini - caricatore e capocarro - nella torretta. Il cannone può disporre in opzione di vari sistemi di controllo del tiro, con telemetri laser (mai ottici) e computer balistici. Il motore si trova nella parte posteriore. Tutto lo scafo è dotato di una doppia corazza, laminata a caldo, con uno strato più duro esterno e uno più tenero interno di acciaio speciale, studiata all'Università di San Paolo per ottimizzare la resistenza in relazione al peso.

## Produzione
L'idea di utilizzare un mezzo di concezione nazionale può aver forse suscitato polemiche per i costi e i rischi connessi, ma è risultata vincente. Grazie anche all'abbinamento della meccanica dell'EE-9 con il mezzo da trasporto truppe (APC) EE-11 Urutu, il successo commerciale si è rivelato molto consistente e la blindo (e l'APC), oltre che essere prodotti per le esigenze nazionali, sono stati esportati in numerosi Paesi. La macchina in questione ha fornito una buona impressione, e ha preso parte alla guerra Iraq-Iran da parte irachena; alcuni esemplari sono diventati di proprietà iraniana dopo la loro cattura. Altri mezzi hanno combattuto con l'Esercito Libico contro i guerriglieri del Ciad, nell'infelice tentativo di sgominarli operato da Gheddafi durante gli anni ottanta, che, inizialmente efficace, si risolse in un totale fallimento anche a causa dell'intervento diretto dei francesi.
La Cascavel è stata prodotta in almeno 5 serie diverse, via via ammodernate, dotate di sistemi di controllo del tiro e altro ancora in opzione a numerose scelte; non è però stata adattata, a differenza di altre macchine similari, a nessuna particolare missione (antiaerea, anticarro etc.) con modelli specifici. Una delle sue caratteristiche, l'autonomia che può arrivare anche a 1000 km, è rimasta praticamente imbattuta anche da mezzi più recenti o potenti.